# Angela Gonța
Angela Gonța (n. 16 august 1978, în Bardar, Ialoveni) este o jurnalistă din Republica Moldova. Ea e cunoscută mai ales ca prezentatoare și reporter la postul TV ProTV Chișinău, departamentul ”Știri”, unde a activat din  1999 până în 2013.

## Carieră
Angela Gonța a activat în cadrul postul TV ProTV Chișinău din  1999 până în 2013, fiind reporter și prezentator în departamentul ”Știri”.
Din 29 iunie 2017 prezintă canal TV8 Moldova, buletinul de știri în limba română.

## Viața personală
Pe 15 decembrie 2013 a anunțat public în emisie directă că în viitorul apropiat se va căsători cu politicianul Vlad Filat. În data de 20 decembrie 2013 a prezentat ultimul său jurnal de știri, luându-și un rămas bun emoționant de la telespectatori. 
Pe 5 februarie 2014, cei doi s-au cununat la mănăstirea Curchi, anunțând că așteaptă un copil. Pe 8 iunie 2014 s-a anunțat că Angela Gonța și Vlad Filat au devenit părinți, fetița celor doi numindu-se Ekaterina.
Din septembrie 2016, aceasta urmează cursurile de master în cadrul facultății de drept a Universității de Stat din Moldova.   

În vara anului 2016 Vlad Filat a divorțat de Angela Gonța . Anuntul a fost facut printr-un mesaj postat pe pagina de facebook a fostului premier.